# Gare d’Auray
Gare d’Auray vasútállomás Franciaországban, Auray településen.

## Vasútvonalak
Az állomást az alábbi vasútvonalak érintik:
- Savenay–Landerneau-vasútvonal
- Auray–Quiberon-vasútvonal

## Kapcsolódó állomások
A vasútállomáshoz az alábbi állomások vannak a legközelebb:
- Gare de Landaul - Mendon (Gare de Landerneau, Savenay–Landerneau-vasútvonal)
- Gare Sainte-Anne (Gare de Savenay, Savenay–Landerneau-vasútvonal)
- Gare de Belz - Ploemel (Gare de Quiberon, Auray–Quiberon-vasútvonal)